# Wolfram Luther

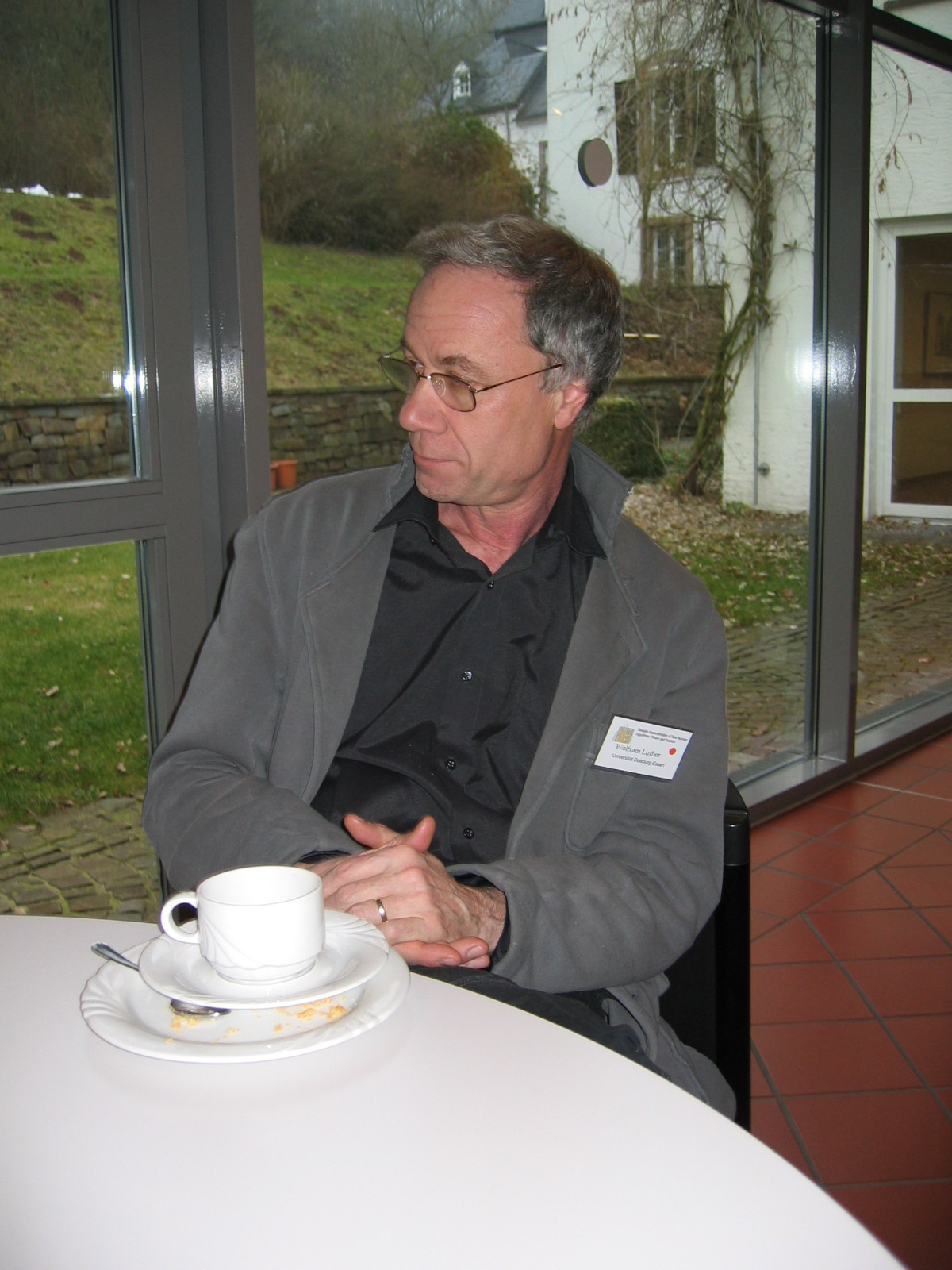
Wolfram Luther am Reliable Implementation of Real Number Algorithms: Theory and Practice
Dagstuhl, Januar 2006

Wolfram Luther (* 1947 in Marburg) ist Professor am Lehrstuhl für Computergrafik, Bildverarbeitung und wissenschaftliches Rechnen an der Universität Duisburg-Essen in Duisburg und Mitglied der Studienstiftung des deutschen Volkes.
Luther promovierte 1973 an der Universität Marburg in Mathematik, nachdem er von 1966 bis 1970 in Marburg und Freiburg studiert hatte. Er habilitierte 1980 an der RWTH Aachen. Nach mehreren akademischen Tätigkeiten und Gastprofessuren in Aachen, Mulhouse, Ulm und Duisburg, ist er seit 1993 Informatik-Professor an der Gesamthochschule Duisburg, die 2003 zur Universität Duisburg-Essen fusionierte. Luther trägt seit der Gründung des Diplom-Studiengangs Angewandte Informatik im Jahr 2000 den Vorsitz im Prüfungsausschuss. Zudem ist er Vertrauensdozent der Studienstiftung des deutschen Volkes. 2004 und 2010 übernahm er jeweils Gastprofessuren an der Universidad de Chile. 